# Pasiphaea telacantha
Pasiphaea telacantha is een garnalensoort uit de familie van de Pasiphaeidae. De wetenschappelijke naam van de soort is voor het eerst geldig gepubliceerd in 2004 door Hayashi.